# امانوئل داستیه دو لا ویژری
امانوئل داستیه دو لا ویژری (فرانسوی: Emmanuel d'Astier de La Vigerie‎؛ ۹ ژانویهٔ ۱۹۰۰ – ۱۲ ژوئن ۱۹۶۹) سیاستمدار، افسر (ارتش)، نویسنده و عضو مقاومت فرانسه بود.
از فیلم‌ها یا برنامه‌های تلویزیونی که وی در آن نقش داشته‌است می‌توان به مصیبت و همدردی اشاره کرد.
وی همچنین برندهٔ جوایزی همچون جایزه صلح لنین، لژیون دونور (شوالیه) و صلیب جنگ ۱۹۴۵–۱۹۳۹ (فرانسه) شده‌است.